# Casa de Hebel

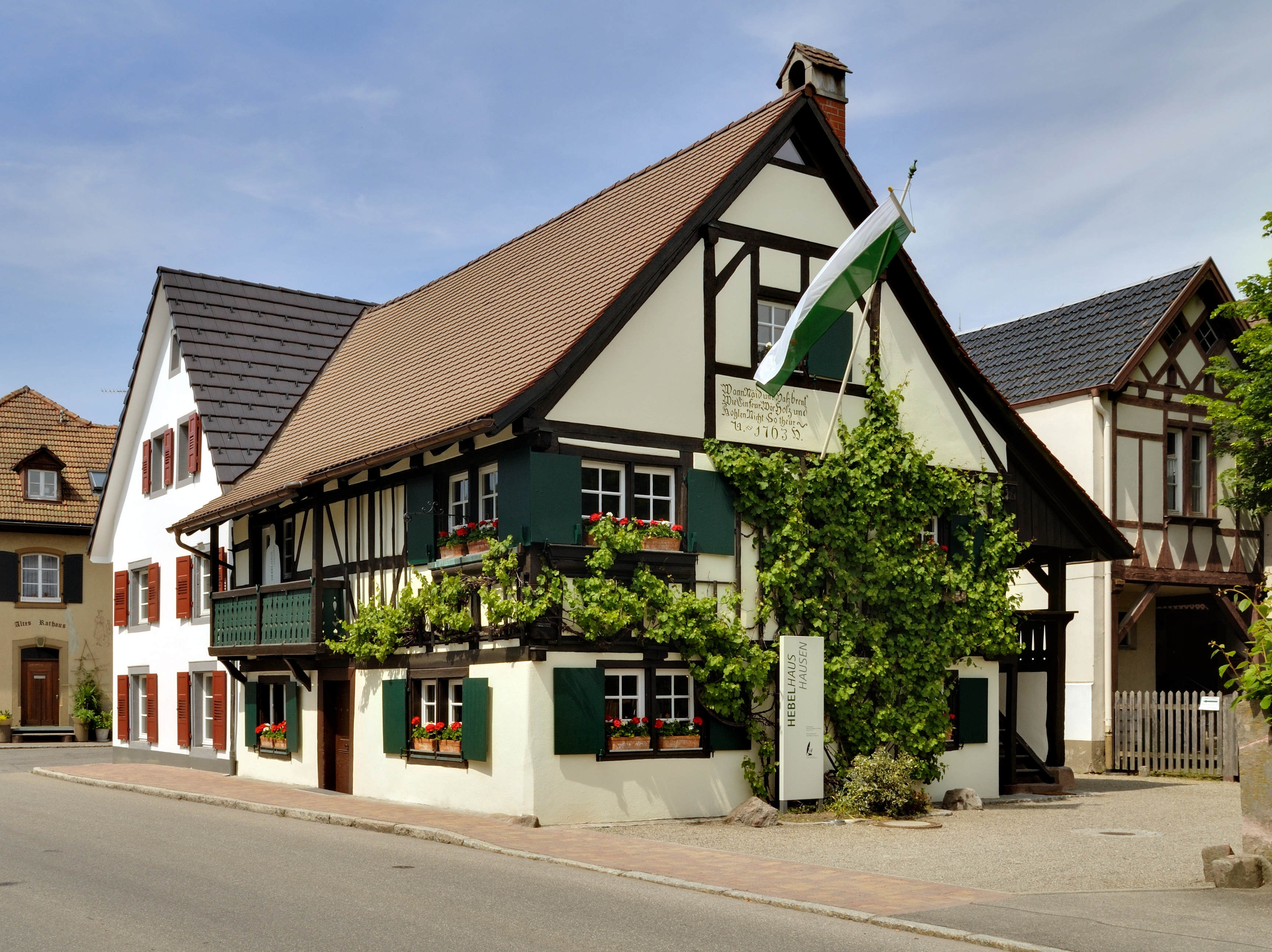
Casa de Hebel

La casa de Hebel en Hausen en el Valle del Wiese, un municipio en el distrito de Lörrach en Baden-Wurtemberg, Alemania, es un museo biográfico dedicado a la vida del poeta alemán Johann Peter Hebel (1760-1826).

## Historia
La casa fue construida en 1562 y remodelada en 1718 cuando recibió su forma presente. La familia Hebel poseía y habitaba sólo la planta superior que había heredado Úrsula Hebel, la madre de Johann Peter Hebel.

## Museo
A partir de 1960 la casa alberga el Museo Local de Hausen y, el 9 de mayo de 2010, con ocasión del 250.º cumpleaños del poeta, fue inaugurado como Museo Literario.

## Exposición
En el museo se exhiben recuerdos del poeta y otros documentos y objetos que están relacionados con él. Además, la colección del museo incluye documentos y objetos de la historia local.

## Enlaces
- Sitio web de la Casa de Hebel